# Golfclub Anderstein
Golfclub Anderstein is een Nederlandse golfclub in Maarsbergen. 
De golfbaan ligt op het landgoed Anderstein van de familie van Beuningen op de overgang van de Utrechtse Heuvelrug naar de Gelderse Vallei. Het landgoed had ruim een eeuw lang een boerenbedrijf, waarvan de boerderij en stallen verbouwd zijn tot clubhuis.
De golfbaan is aangelegd in 1986 door architect Joan Dudok van Heel, en in 1991 uitgebreid door Gerard Jol en Van Aalderen. Hij bestaat nu uit drie lussen van negen holes. Iedere lus heeft zijn eigen karakter, hetgeen blijkt uit de namen: Vallei, Heuvelrug en Heide. Daarnaast zijn er zes korte oefenholes.
Bij het clubhuis staat een beeld van een golfer, gemaakt door Pieter d'Hont (1989)
Golfclub Anderstein is sinds 25 november 2014 GEO-gecertificeerd.